# Neopringlea integrifolia
Neopringlea integrifolia är en videväxtart som först beskrevs av William Botting Hemsley, och fick sitt nu gällande namn av S. Wats.. Neopringlea integrifolia ingår i släktet Neopringlea och familjen videväxter. Inga underarter finns listade i Catalogue of Life.